# Gabriela Ivette Sandoval
Gabriela Ivette Sandoval (Ciudad de México, México, 19 de septiembre de 1990) es una directora de cine mexicana.

## Biografía
Gabriela Ivette Sandoval es egresada el Centro Universitario de Estudios Cinematográficos (CUEC) de la Universidad Nacional Autónoma de México. Fue recipiente de la beca Jóvenes Creadores del Fondo Nacional para la Cultura y las Artes y del estímulo del Instituto Mexicano de Cinematografía a creadores cinematográficos.

## Obra
Su primer largometraje, Ok, está bien..., fue nominado a Mejor Opera Prima en la LXIII edición de los Premios Ariel. El filme también compitió por el Premio Mezcal en la edición XXXV del Festival Internacional de Cine de Guadalajara en 2021. La cinta también formó parte del Festival Internacional Cine de América en Hidalgo.
Cuenta con algunos cortometrajes en los cuáles de también colaboró con Roberto Andrade.

### Recepción
El trabajo de Sandoval en Ok, está bien... ha dividido elogios y críticas por parte de la prensa especializada. La cinta es una comedia ácida que plantea una sátira del cine mexicano, al tiempo que plantea una relación tabú entre su protagonista (un guionista fallido de 30 años) y una menor de edad. El filme es considerado como un homenaje a Manhattan, del cineasta Woody Allen, cuya influencia es notable en la obra de Sandoval.
Ok, está bien... ha sido calificada como «una comedia sobre la inmadurez» y un punto de encuentro entre las películas de festival y el cine comercial.  El crítico de cine Jorge Ayala Blanco señaló que la cinta es «un prodigio de humor y una bocanada de aire fresco a nuestro cine», mientras que la crítica Fernanda Solórzano la considera «una de las poquísimas películas en México que le brinda al guion un lugar central».
Debido a la polémica que ha levantado el filme, su distribución se ha visto reducida en salas comerciales, circulando principalmente mediante autocinemas o bajo demanda en plataformas digitales.